# Luis Cabello y Aso
Luis Cabello y Aso (Madrid, 1833-Madrid, 1914) fue un arquitecto, académico y profesor español.

## Biografía
Nació en 1833 en Madrid. Estuvo pensionado en Roma. Arquitecto, miembro de la Academia de Bellas Artes de San Fernando y profesor de la Escuela Superior de Arquitectura, falleció el 29 de junio de 1914 en Madrid. Casado con Canuta Lapiedra, fue padre de Xavier, Fernando  y Luis María Cabello Lapiedra. Entre sus publicaciones se encontraron El arquitecto. Su misión, su educación, sus conocimientos y enseñanza (1869) y un Ensayo de estética de las artes del dibujo (1875). Intervino en la construcción del edificio del Museo Cerralbo y construyó tres hoteles para Florentín Casanova en la calle de Monte Esquinza.